# Den tredje marksända TV-kanalen i Sverige
Frågan om en tredje marksänd TV-kanal i Sverige aktualiserades mot slutet av 1980-talet. Efter en politisk process bestämdes det att koncessionen för denna kanal skulle ges till företaget Nordisk Television för kanalen TV4.

## Bakgrund
Den 31 december 1987 började den Kinnevikägda satellitkanalen TV3 sända till svenska hushåll. Svenska myndigheter ansåg inledningsvis att vidaresändningen av TV3 i kabelnät stred mot svenska lagar.
Sverige hade vid denna tidpunkt två TV-kanaler, Kanal 1 och TV2, som båda tillhörde Sveriges Television. Det fanns frekvensutrymme för två ytterligare TV-kanaler med 98 procents hushållstäckning, enligt den frekvenstilldelning Sverige fått vid ITU:s frekvensplaneringskonferenser.
Socialdemokraterna hade i flera år varit mot reklam-TV. Så sent som på S-kongressen i september 1987 hade partiet röstat mot reklam i TV, trots att partistyrelsen velat hålla frågan öppen. Moderaterna hade länge förespråkat reklam-TV och under 1982 hade Folkpartiet anslutit sig till reklamförespråkarna.
Vid den här tiden övervägdes olika modeller för att införa reklam-TV. Moderaterna och Folkpartiet enades så småningom i linjen att en tredje kanal skulle öppnas för reklam-TV. TV-reklam diskuterades även som ett sätt att stärka SVT:s budget, Centerpartiet var exempelvis försiktigt positivt till reklam i en av SVT:s kanaler. Även vissa SVT-chefer förespråkade under 1980-talet reklam som inkomst utöver licensavgifter. TV2-chefen Oloph Hansson menade under 1988 att reklam i SVT var en nödvändighet.

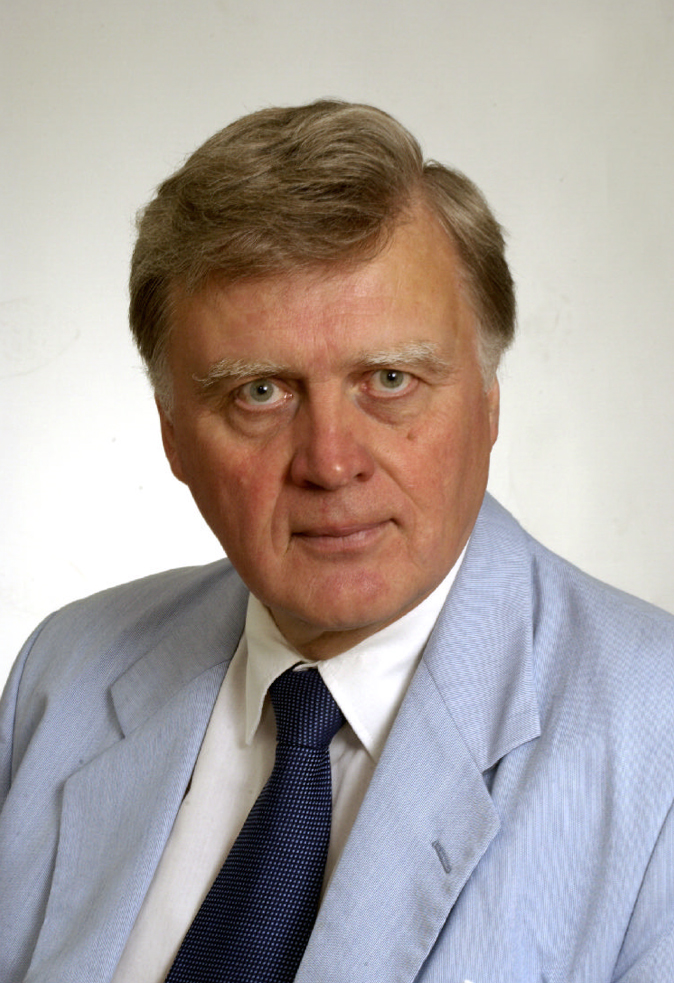
Statssekreterare Sverker Gustavsson ledde TV-beredningen.

Under 1989 utreddes frågan om reklam i TV av statssekreterare Sverker Gustavsson, en utredning som presenterade i september 1989. Där förslog han tre alternativ: att en eller båda av SVT:s kanaler finansieras med reklam, att en SVT-kanal tas över av ett privat reklamfinansierat bolag eller att en tredje fristående kanal startas utöver SVT:s kanaler som då förblir reklamfria.
Den 16 september 1990, dagen efter att TV4 inlett sina sändningar, ändrar sig Socialdemokraternas kongress och beslutar att TV-reklam ska tillåtas. Formerna för reklamen var inte helt fastlagda. Det skulle utredas om en ny kanal skulle ha sin bas utanför Stockholm. Det fanns också möjlighet för att öppna en av SVT:s kanaler för reklam.
Den 5 mars 1991 beslutar den socialdemokratiska riksdagsgruppen att en tredje kommersiell kanal skall startas och att Sveriges Television ska fortsätta vara reklamfritt. Därmed avgjordes reklamfrågan. I april 1991 annonserar regeringen koncessionen och dess villkor.
Regeringsbeslutet om vem som ska få tillståndet bereddes av en kommitté bestående av tre socialdemokrater, två moderater och en från vardera av de övriga partierna. TV-beredningen leddes av Sverker Gustavsson (s). Övriga ledamöter var Åke Gustavsson (s), Catarina Rönnung (s), Bo Hammar (v), Jan Hyttring (c), Kaj Nilsson (mp), Jan-Erik Wikström (fp), Anders Björck (m) och Ingrid Sundberg (m).
Moderaterna valde att bojkotta den kommitté som skulle utse kanalföretaget den 11 juni. Vänsterpartiet och Miljöpartiet var motståndare till idén om att upplåta utrymme för en kommersiell kanal, men valde att ändå delta i kommittén.

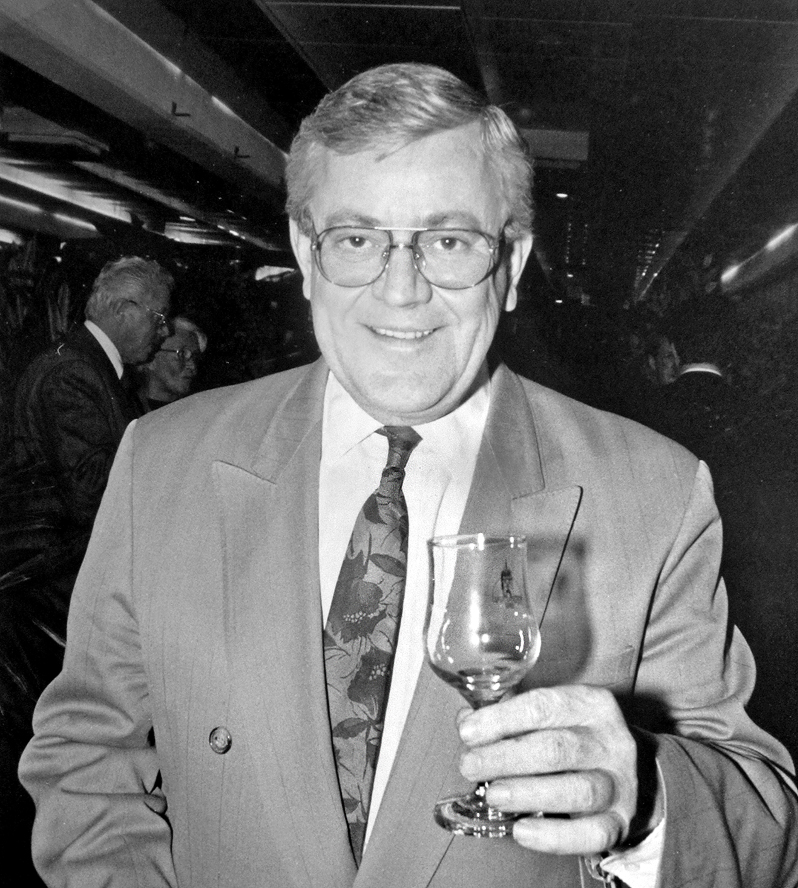
Lars Engqvist förespråkade reklam i en tredje kanal.

## Aspiranter
Ingemar Leijonborg och Gunnar Bergvall grundade Nordisk Television år 1984 med avsikt att starta en kommersiell svensk TV-kanal. Sändningarna kommer igång den 15 september 1990.
I augusti 1990 bildade det Kinnevikägda produktionsbolaget Strix Television Rikstelevisionen ("Riks TV") med avsikt att söka koncessionen för den nya kanalen. Under de följande månaderna skulle antalet delägare öka och Strix ägarandel sjönk till 20 procent. För att förankra förslaget hos de styrande politikerna skulle kanalens ledning ligga Malmö och nyhetsredaktionen i Göteborg. I Riks TV:s styrelse fanns de socialdemokratiska kommunalråden Göran Johansson och Lars Engqvist.
Inledningsvis hade inte TV3 för avsikt att söka, men i juni 1991 meddelade satellitkanalen att även de sökte koncessionen. Därmed hade Kinnevik två konkurrerande ansökningar.

## Kandidaterna
När ansökningstiden gått ut hade över trettio ansökningar kommer in. De flesta av dessa kom från privatpersoner som använde ett formulär som publicerats i Expressen. Vidare kom ansökningar från Sveriges Dövas Riksförbund, Pingströrelsens TV Inter, Åke Wilhelmsson och Michael Fants Hagaholm och lokal-TV-stationer, men dessa gällde inte nationella fulltidssändningar.
Efter att ansökningarna sållats kvarstod fem kandidater som ombads komma in med kompletteringar:
- Rikstelevisionen, ägt av bland andra Strix (Kinnevik), Cardo, Trelleborg AB, "Mark3", Peab och Bra Böcker.[13]
- TV3, ägt av Kinnevik. Fokuserade i sin ansökan i huvudsak på hur hög koncessionsavgift man var villig att betala.[13]
- TV4, ägt av Wallenbergs Patricia, försäkringsbolaget SPP och Lantbrukarnas riksförbund.[13]
- TV-A, ägt av ett antal fristående producenter och produktionsbolag, däribland June Carlsson och Lars Egler.[14] De hade för avsikt att dela upp verksamheten i ett antal regioner.[15]
- TV Plus, ägt av Luxemburgbaserade TV1 Europe. Avsåg att bygga kanalen runt ett nätverk at självständiga lokal-TV-stationer, ungefär som brittiska ITV då var organiserat.[16]

Av dessa fem fanns två redan i sändning via satellit, medan övriga tre var skrivbordsprodukter.

## Efter ansökningarna
De sökande bolagen fick lov att konsolidera sin ansökningar, och så skedde. TV Plus valde att ansluta sig till TV A redan i juli. Även Hagaholm anslöt sig till  TV-A. Senare ansluter sig TV-A till TV4, mot att TV4 samarbetar med TV-A:s regionala bolag. I slutet av augusti 1991 gick Riks TV och TV3 ihop och bildade M3 Television.
Den 11 september 1991 röstar TV-beredningen för att M3 ska få koncessionen, med röstsiffrorna fyra mot två. De tre socialdemokraterna och vänsterpartisten röstar för M3, centerpartisten och miljöpartisten röstar för TV4 och folkpartisten lägger ner sin röst. Som skäl till beslutet anger Gustavsson M3:s anknytning till Malmö och Göteborg. Anders Björck meddelar samma kväll att ett eventuellt beslut skulle rivas upp av en borgerlig regering. Efter påtryckningar låter kulturminister Bengt Göransson skjuta på beslutet till efter valet.
Senare kommer Stenbeck överens med Nordisk Television om att ansökningen för M3 dras tillbaka mot att Kinnevik får en större minoritetspost i TV4 och reklamförsäljning läggs i det samägda företaget Airtime. Uppgörelsen presenteras den 30 oktober. Därmed fanns bara en sökande kvar.
TV4 tilldelades formellt koncessionen den 7 november 1991. Provsändningar inleddes den 11 november 1991 och den 2 mars 1992 började TV4 officiellt sända i marknätet när "lagen om koncessionsavgift" (1992:72) trädde i kraft.

## Kritik
Tidsschemat ansågs vara pressat. Efter att ansökningstiden löpt ut bereddes ansökningarna varpå de fem kandidaterna fick komma in med kompletteringar senast den 29 juli. Det gav sex veckor, i semestermånaden augusti, för att utse en ny kanal innan valet den 15 september. En som kritiserade detta under processens gång var journalistikprofessor Stig Hadenius. Även TV3 kritiserade upprepade gånger den snabba processen.

## Efter koncessionen
Efter att ha nekats koncessionen valde TV1 Europe att köpa satellitkanalen Nordic Channel, som senare blev Kanal 5. TV1 Europe bytte senare namn till Scandinavian Broadcasting System (SBS). Både TV-A och SBS gjorde senare anspråk på "M4", det fjärde marksända TV-nätet, som aldrig kom att upplåtas för analog TV.
TV4:s sändningstillstånd var alltid tidsbegränsade. När dessa skulle förnyas brukade typiskt sett TV3 eller MTG och ibland även Kanal 5 lämna in en motansökan. Så skedde exempelvis år 2003. TV4 fick dock nya sändningstillstånd tills det analoga marknätet avvecklades år 2007.